# Technostarter
Technostarterzy – osoby związane z uczelnią techniczną lub medyczną (studenci, nauczyciele akademiccy), którzy zostają przedsiębiorcami. Także firmy stosujące i wprowadzające na rynek know-how związany z innowacjami technologicznymi, przy czym innowacja oznacza tu połączenie wynalazku i przedsiębiorczości.
Aby odnieść sukces jako technostarter, potrzeba określonych cech osobowości:
- podejmowanie inicjatywy
- branie na siebie odpowiedzialności
- skłonność do ryzyka
- zdolności organizacyjne, rekrutacyjne i przywódcze
- ambicja i niezależność

Zdaniem J. G. Wissemy uczelnie i państwo powinno wspierać technostarterów, ponieważ:
- innowacyjne firmy tworzą najlepsze miejsca pracy w gospodarce opartej na wiedzy
- założenie własnej firmy zaspokaja potrzeby przedsiębiorczych studentów, absolwentów i pracowników uczelni
- uczelnie poprawiają dzięki temu swój wizerunek i stają się atrakcyjne na globalnym rynku edukacyjnym